# Polyura athamas
Polyura athamas är en fjärilsart som beskrevs av Dru Drury 1773. Polyura athamas ingår i släktet Polyura och familjen praktfjärilar. Inga underarter finns listade i Catalogue of Life.

## Bildgalleri

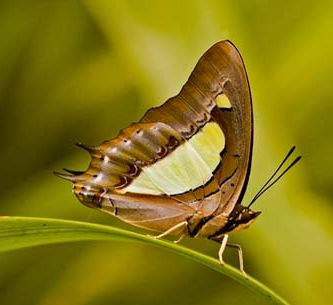
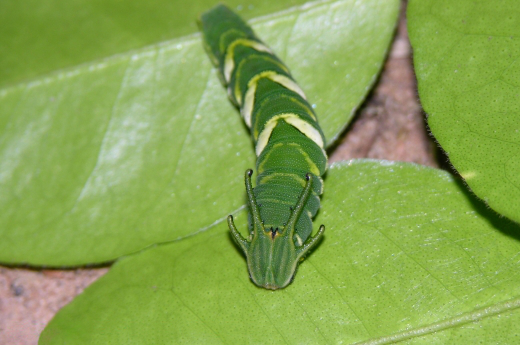
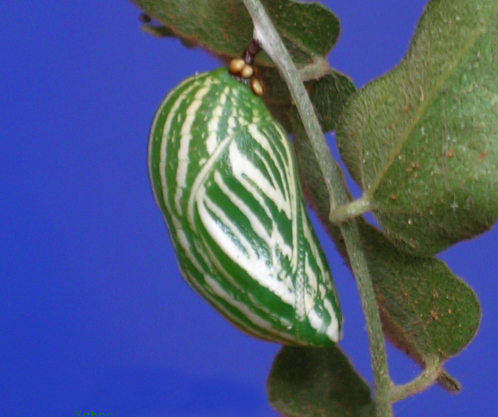
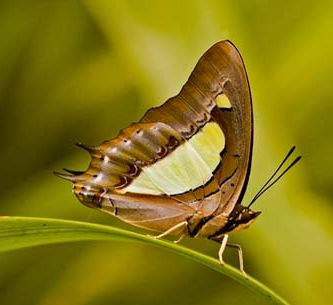
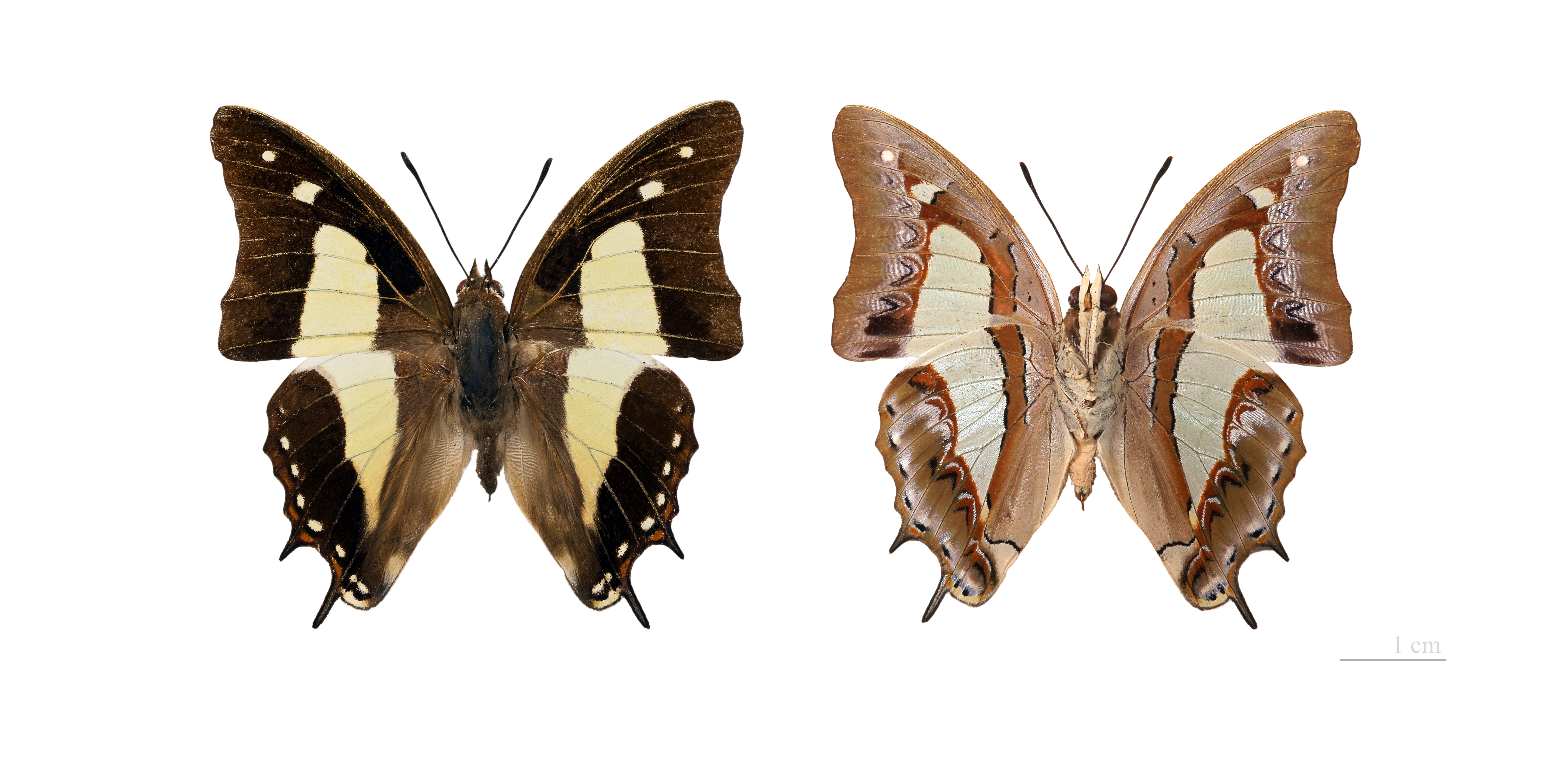
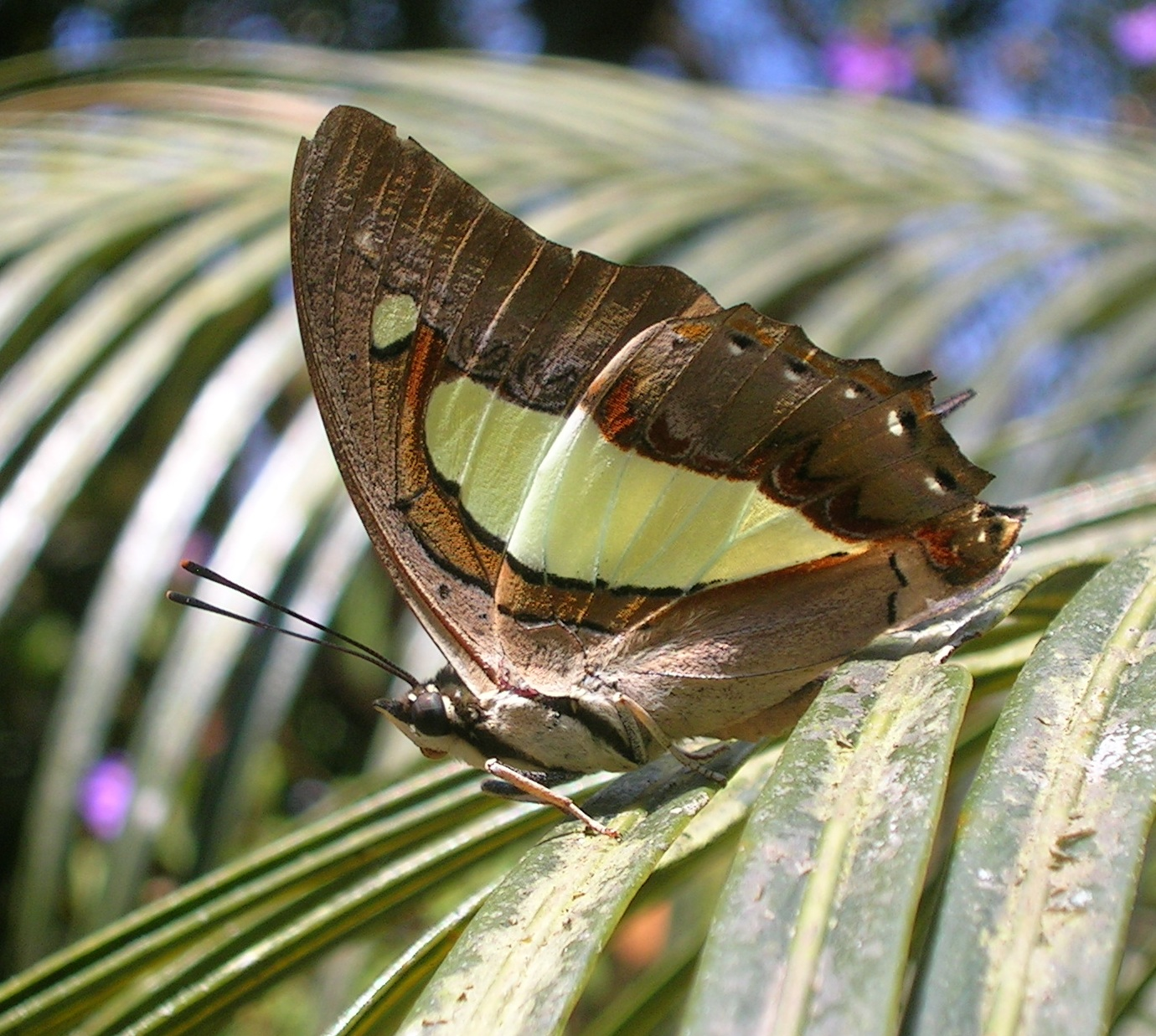